# جشنة جورجيا الجنوبية
جشنة جورجيا الجنوبية (الاسم العلمي: Anthus antarcticus) (بالإنجليزية: South Georgia Pipit)‏ هو طائر صغير من الجواثم ينتمي لفصيلة التمرة وأم عجلان. يوجد هذا النوع فقط في ارخبيل جورجيا الجنوبية.